# Bernd Nilius
Bernd Nilius (* 16. Juli 1945 in Halle (Saale)) ist ein deutscher Physiologe und Zellbiologe. Von 1985 bis 1990 fungierte er als Professor für Physiologie an der Martin-Luther-Universität Halle-Wittenberg, in den Jahren 1990/1991 an der Medizinischen Akademie Erfurt und von 1993 bis 2010 an der Katholieke Universiteit Leuven. Er ist seit 1990 Mitglied der Academia Europaea und gehört außerdem seit 2007 der European Molecular Biology Organization an. Im Bereich der Ionenkanalforschung zählt er zu den weltweit führenden Wissenschaftlern der Gegenwart.

## Leben
Bernd Nilius wurde 1945 in Halle (Saale) geboren und absolvierte von 1964 bis 1970 ein Studium der Medizin, das er 1971 mit der Promotion an der Martin-Luther-Universität Halle-Wittenberg abschloss. Anschließend wirkte er bis 1980 als wissenschaftlicher Mitarbeiter am Physiologischen Institut der Universität, zugleich studierte er ab 1971 Mathematik und erlangte 1975 den Abschluss als Diplom-Mathematiker. Im Jahr 1978 wurde er in Halle habilitiert. Ab 1980 fungierte er an Universität Halle-Wittenberg als Dozent und ab 1985 als Professor für Physiologie. Im Jahr 1990 erhielt er einen Ruf auf den Lehrstuhl für Physiologie an der Medizinischen Akademie Erfurt, an der er bis 1991 tätig war.
Von 1992 bis 1993 leitete er die dem Max-Planck-Institut für biophysikalische Chemie in Göttingen angeschlossene und in Jena ansässige Forschungsgruppe „Molekulare Zellphysiologie“. 1993 wechselte er an die Katholieke Universiteit Leuven in Belgien, an der er eine ordentliche Professur für Physiologie übernahm und bis zu seiner Emeritierung im Jahr 2010 als Leiter des Labors für Ionenkanalforschung in der Abteilung für molekulare Zellbiologie tätig war.
Bernd Nilius ist mit einer Kinderärztin verheiratet und Vater von zwei Söhnen.

## Wissenschaftliches Wirken
Schwerpunkt der Forschung von Bernd Nilius war die Elektrophysiologie, insbesondere die Struktur, Funktion, Regulation und pathophysiologische Bedeutung von Calciumkanälen und von TRP-Kanälen, einer Ionenkanalfamilie mit vielfältigen Funktionen in der Sinnes- und Schmerzwahrnehmung. So gehörte er zu den Mitentdeckern der Temperaturabhängigkeit von TRP-Kanälen und beschrieb die zugrundeliegenden molekularen Mechanismen. Darüber hinaus erkannte er die Bedeutung des Kanals TRPM4 bei verschiedenen Erkrankungen.
Im Bereich der Ionenkanalforschung zählt er weltweit zu den führenden und am häufigsten zitierten Wissenschaftlern der Gegenwart. Er veröffentlichte  zwei Monografien sowie mehr als 400 wissenschaftliche Publikationen, die über 15.000 mal zitiert wurden, und wirkte im Editorial Board mehrerer physiologischer Fachzeitschriften. Seit 2006 ist er Chefredakteur (Editor-in-Chief) von Pflügers Archiv – European Journal of Physiology. In den Jahren 2000/2001 fungierte er als Präsident der Belgischen Gesellschaft für Physiologie und Pharmakologie.

## Auszeichnungen
Bernd Nilius war korrespondierendes Mitglied der Akademie der Wissenschaften der DDR von Juli 1990 bis zur Auflösung der Akademie im Juli 1992. Darüber hinaus ist er seit 1989 auswärtiges korrespondierendes Mitglied der Königlich-Belgischen Akademie für Medizin und gehört seit 1990 der Academia Europaea sowie seit 2007 der European Molecular Biology Organization (EMBO) an. Er erhielt 1988 den Rudolf-Virchow-Preis und 2007 für seine Forschung zu TRP-Kanälen den alle drei Jahre vergebenen und mit 100.000 Euro dotierten Prix de la Fondation de Physiopathologie Professeur Lucien Dautrebande der Königlich-Belgischen Akademie für Medizin.

## Werke (Auswahl)
- Transient Receptor Potential (TRP) Channels. Reihe: Handbook of Experimental Pharmacology. Band 179. Berlin und Heidelberg 2007 (als Mitherausgeber)
- Channelopathies. Berlin und Heidelberg 2010